# Talske, Borodeanka
Talske (în ucraineană Тальське) este un sat în comuna Mîrcea din raionul Borodeanka, regiunea Kiev, Ucraina.

## Demografie
Componența lingvistică a localității Talske
     Ucraineană (94,84%)
     Rusă (4,52%)
Conform recensământului din 2001, majoritatea populației localității Talske era vorbitoare de ucraineană (94,84%), existând în minoritate și vorbitori de rusă (4,52%).